# Алибеговци
Алибеговци су насељено мјесто у Босни и Херцеговини у Општини Усора које административно припада Федерацији Босне и Херцеговине. Према попису становништва из 1991. у насељу је живјело 1.440 становника.

## Историја
Село се до рата налазило у саставу општине Добој.

## Становништво
| Националност       | 1991.          | 1981.          | 1971.          |
| Хрвати             | 1.251 (86,87%) | 1.209 (89,95%) | 1.073 (89,41%) |
| Муслимани          | 136 (9,44%)    | 123 (9,15%)    | 109 (9,08%)    |
| Срби               | 4 (0,27%)      | 5 (0,37%)      | 6 (0,50%)      |
| Југословени        | 32 (2,22%)     | 6 (0,44%)      | 2 (0,16%)      |
| остали и непознато | 17 (1,18%)     | 1 (0,07%)      | 10 (0,83%)     |
| Укупно             | 1.440          | 1.344          | 1.200          |